# Hardlife Zvirekwi
Hardlife Zvirekwi (Fort Charter, 5 maggio 1987) è un calciatore zimbabwese, difensore del CAPS United e della Nazionale zimbabwese.

## Carriera

### Club
Ha sempre giocato nel campionato zimbawese. Dopo la parentesi con il Gunners FC – con cui ha vinto la Premier Soccer League zimbabwese – si è trasferito al CAPS United. Nel gennaio 2016 ha firmato un rinnovo triennale.

### Nazionale
Ha fatto il suo debutto per la nazionale maggiore nel 2013. Nel 2017 è stato incluso fra i 23 convocati per partecipare alla Coppa d'Africa di quell'anno, conclusa dallo Zimbabwe al termine della fase a gironi.